# Agent 212

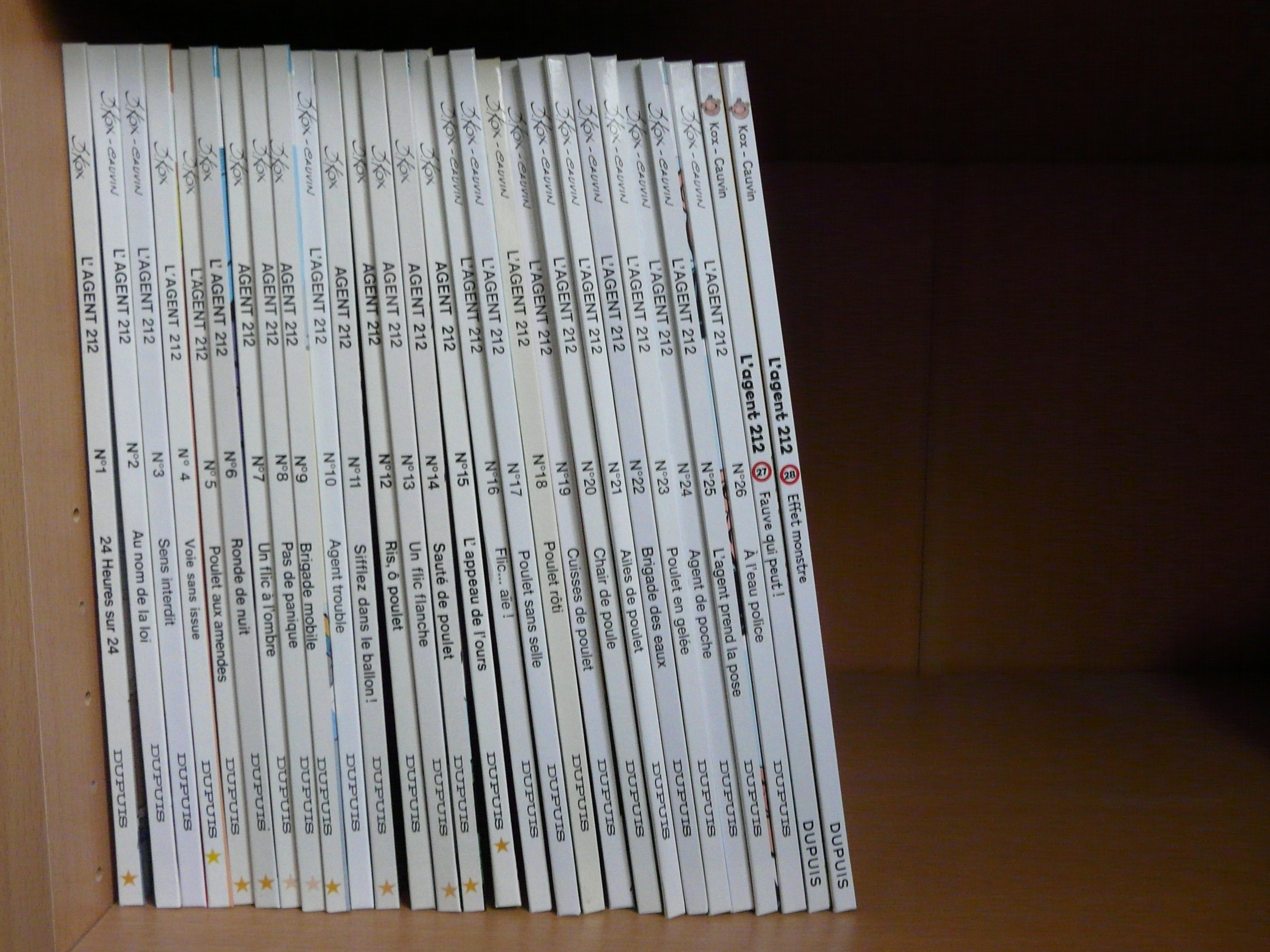
Collectie stripalbums Agent 212

Agent 212 (L'Agent 212) is een Belgische stripreeks van tekenaar Daniel Kox en scenarioschrijver Raoul Cauvin. De strip wordt uitgegeven bij Dupuis. Agent 212 is een komische strip met in de hoofdrol de nogal onhandige agent 212.

## Ontstaan
Daniel Kox werd voorgesteld aan Raoul Cauvin door Peyo, nadat Kox tevergeefs had gesolliciteerd naar een plaats in de studio van Peyo. In 1981 verscheen het eerste album van Agent 212, maar de strip verscheen toen al zes jaar in het stripblad Robbedoes / Spirou. Pas nadat Agent 212 meermaals hoog scoorde in de populariteitspolls onder de lezers, werd de strip ook uitgegeven in album.

## Personages
De echte naam van Agent 212 is Arthur. Hij is een dikke, niet erg moedige, maar vooral komische politieagent. Bij aanvang was Agent gemodelleerd naar agent Vondelaar uit de Guust-strip van Franquin. Maar hij werd steeds ronder. Hij zorgt ervoor dat er veel gelachen wordt, ook al is dit vooral om hem. Als hij een keer zijn plicht wil uitvoeren, gaat het meestal mis – en daarna moet hij weer op het matje komen bij de hoofdcommissaris. Zijn collega Albert – een dunne, ietwat slimmere agent – sleept hij vaak mee in zijn problemen. Op het thuisfront heeft Agent 212 een vrouw, zijn hondje Kiki en een gehate schoonmoeder.

## Albums
1. Dag en nacht
2. In naam der wet
3. Verboden inrit
4. Plaatselijk verkeer
5. Er als de kippen bij
6. De nachtwacht
7. Agent door weer en wind
8. Rustig maar!
9. Op wieltjes
10. Dubbel agent
11. Fluitje van een cent
12. Kip, koek en ei!
13. Boven de pet van de wet
14. Nondejuut
15. Ongelikte beren!
16. Aaah...gent!
17. Wit van kip
18. Gebraden kip
19. Commissariaat op stelten
20. Kippenvel
21. Vliegtuigkit
22. Rivierpolitie
23. Op glad ijs
24. Agent in zakformaat
25. Lach 'ns naar het vogeltje
26. In woelige waters
27. Wilde achtervolging
28. Monstereffect
29. Een neus voor gevaar
30. Een zware dobber

## Standbeeld
In 2011 kreeg Agent 212 een bronzen standbeeld in Middelkerke. In 2017 werd een gocartparcours met standbeeld in kunststof van Agent 212 opgericht in Westende (Middelkerke) .